# Edith Alba Pérez
Edith Alba Pérez (La Plata, 8 de marzo de 1944-Ibidem, 25 de agosto de 2019) fue una reconocida psicóloga, investigadora y educadora argentina. Fue fundadora y primera decana normalizadora de la Facultad de Psicología de la Universidad Nacional de La Plata. Notable luchadora y referente en el ámbito institucional y político de la Universidad pública y en la promoción de los Derechos humanos.

## Biografía

### Juventud
Edith Alba Pérez nació en la ciudad de La Plata el 8 de marzo de 1944. Hacia los últimos años de secundaria decidió estudiar psicología debido al impacto que le marcó la labor de una docente que impartía Historia de la Educación con mucho contenido de Historia de la Psicología. En 1962, a sus 18 años ingresa a la Universidad Nacional de La Plata (UNLP), graduándose el 24 de mayo de 1967 como psicóloga clínica. Pérez destaca la influencia de dos profesores durante este período formación: Eduardo Colombo y Armando Bauleo. Colombo enseñaba Psicología social y fue especialmente significativo para Pérez, quien continuó trabajando en esa línea: 

(...) Eduardo Colombo, que daba Psicología Social. De hecho, yo he seguido trabajando siempre en esa línea, desde que la conocí con él. Estaba en tercer año su curso. El año en el que nosotros cursamos él se centró, principalmente, en el tema del prejuicio… Daba George Mead, un autor fantástico, ahora completamente ignorado. Colombo era psicoanalista y anarquista, y, si no me equivoco, actualmente vive en París. Con él yo aprendí. Por eso, en el área social de la psicología, a mí me marcaron Colombo, y por supuesto, Armando Bauleo. Esa es la mirada que a mí me atrapó.
Edith Pérez, entrevista sobre sus referentes docentes entre 1962 y 1967. 

Comenzó a ejercer como psicóloga clínica en la Clínica del Hospital Neuropsiquiátrico Dr. Alejandro Korn (ex Melchor Romero) adonde se mantuvo entre 1968 hasta 1976.
Comenzó su carrera como ayudante docente diplomada en Universidad Nacional de La Plata en 1971.
Entre los años 1972 hasta 1974 fue Secretaria General de la Asociación de Psicólogos de La Plata y desde 1973, fue representante de la misma Asociación en la Federación de Psicólogos de la Provincia de Buenos Aires hasta su renuncia en 1976.
En 1974, durante la el gobierno de María Estela Martínez de Perón fue cesanteada en su cargo docente bajo el proceso denominado Misión Ivanissevich, como fue conocido entonces, que tenía como misión principal explícita de "terminar con el caos" y la "infiltración marxista" en el sistema educativo, especialmente en las universidades nacionales. En septiembre de ese año asumió la Presidencia de la Asociación de Psicólogos de La Plata, cargo que mantuvo hasta la renuncia en junio de 1976.

Los psicólogos desaparecían permanentemente y yo iba al correo y ponía telegramas reclamando la aparición y liberación de quienes estaban a disposición del Poder Ejecutivo. Esto se empezó a complicar en términos de que ya no dejaban firmar por las instituciones, sino que había que poner quien firmaba por las institución con el número de documento y demás...

### Exilio durante la dictadura cívico-militar argentina
En 1976, en el contexto del golpe de Estado denominado Proceso de Reorganización Nacional, se exilió en Costa Rica donde se dedicó a la docencia en las asignaturas Teoría e Interpretación de Pruebas Psicológicas, Psicodiagnóstico y Dinámica de grupos y en 1977 revalidó su título como Licenciada en Psicología en la Universidad de Costa Rica. Durante los años 1977 hasta 1983 desempeñó el cargo de Jefa de Departamento de Psicología del Centro Nacional de Diagnóstico en la Dirección de Adaptación Social del Ministerio de Justicia de la República de Costa Rica. 
Sobre su exilio y retorno en ese contexto político, relata:

La vía de comunicación eran las cartas, el correo postal y algún Casete grabado si viajaba alguien y se animaba a ir con el caset grabado. Lo que siempre tuve en claro es que había logrado salir una vez y que dos no sabía. Volví el 4 de noviembre del 83, realizadas las elecciones que gana Alfonsín. Mucha gente del exilio, empezó a volver una vez que fue la Guerra de Malvinas y que significa un debilitamiento del gobierno Militar. Yo he tenido un exilio privilegiado, donde he sido bien tratada, donde he accedido a un montón de cuestiones, fui docente en la Universidad de Costa Rica, tengo muchos amigos y no todos son argentinos que se quedaron. Di clases en la Universidad de Buenos Aires ni bien llegué en una cátedra de Psicología Social, donde alguna de la gente que estaba también volvía del exilio.

### Retorno a Argentina y trayectoria académica

#### Universidad de Buenos Aires

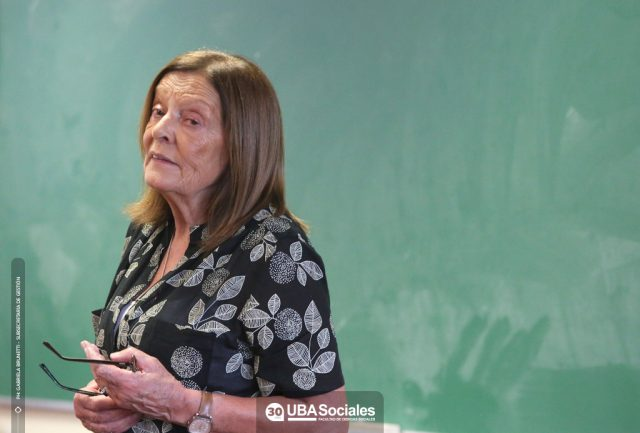
Edith Pérez en la Facultad de Ciencias Sociales de la UBA en 2018

A su regreso a la Argentina, entre 1984 y 1986 fue docente en la Universidad de Buenos Aires. Allí desempeñó el rol de Jefa de Trabajos Prácticos en Psicología social durante los años 1984 y 1985. Posteriormente, en 1986, ocupó el mismo cargo y función en la Carrera de Trabajo social, adscrita a la Facultad de Derecho. Además, en 1974, ejerció como Jefa de Trabajos Prácticos en Psicología Médica en la Facultad de Medicina.
Ha impartido clases en programas de postgrado en la carrera de especialización en Psicología forense de la Facultad de Psicología de la Universidad de Buenos Aires.

#### Universidad Nacional de La Plata

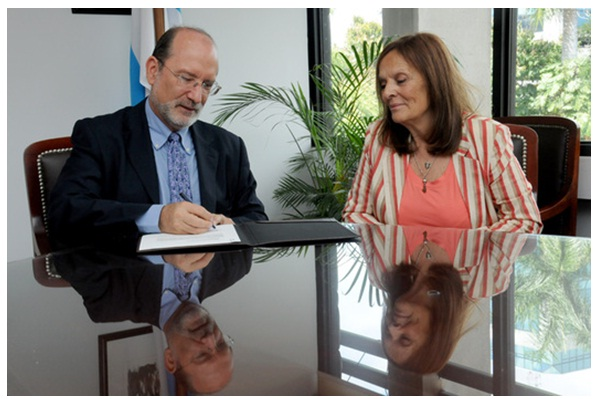
Edith Pérez junto al rector Henning Jensen Pennington, firmando un convenio académico entre la UNLP y la Universidad de Costa Rica en 2012

Desde 1987, ejerció la docencia de Psicología Institucional en la Licenciatura en Psicología de la Facultad de Humanidades y Ciencias de la Educación de la UNLP. Comenzó como Adjunta Interina en 1987, ascendiendo a Titular Interina en 1988 y, finalmente, a Profesora Ordinaria en 1993. Fue miembro del Consejo Asesor del Departamento de Psicología e integrante de la Comisión Asesora del Pase a Facultad de la Carrera de Psicología. Continuó como docente hasta la creación de la Facultad de Psicología en 2006, siendo ella una de las fundadoras y su primera decana hasta el 2018 donde ha seguido desempeñando su labor docente.
Ha dictado clases de Psicología forense en la Facultad de Ciencias Jurídicas y Sociales de la Universidad Nacional de La Plata. Además, en la Facultad de Psicología, ha ofrecido seminarios sobre Políticas públicas y Psicología comunitaria. Ha tenido la oportunidad de dirigir y enseñar en varias ocasiones en las Escuelas de Verano de la universidad, así como en colaboración con las impartidas por la Universidad Complutense de Madrid.

### Vida personal
Su madre fue maestra y militante gremial, participante de la huelga docente en la provincia de Buenos Aires de 1958. Su padre concluyó sus estudios primarios, fue autodidacta y militante político y social.
Junto a Juan Carlos Domínguez tuvo dos hijos: Mariana y Sebastián.
Pérez falleció el 25 de agosto de 2019. La comunidad académica lamentó su fallecimiento y mediante la resolución 4929/19 la presidencia de la UNLP decretó tres días de duelo en todas las facultades y dependencias.

## Actividad institucional

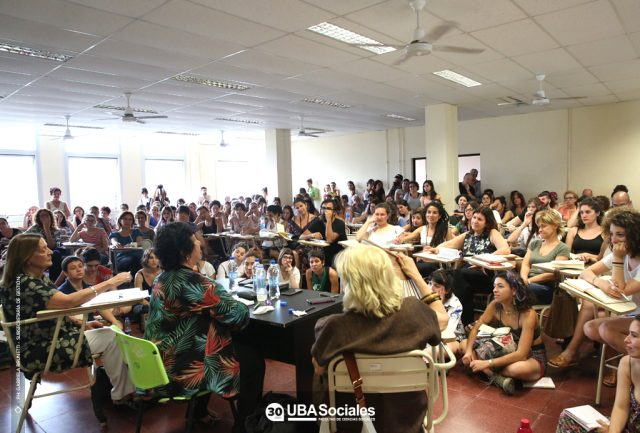
De izquierda a derecha: Edith Alba Pérez, Dora Barrancos y Ana María Fernández en el Panel: Mujeres: violencias, colonialismos y derechos en el marco del Foro Mundial del Pensamiento Crítico de CLACSO de 2018

Desarrolló una intensa actividad profesional que se extendió a diversos ámbitos tanto local como internacional. Durante 1994 fue Consejera Titular del Colegio de Psicólogos de la Provincia de Buenos Aires (Distrito XI), y desde ese año se desempeñó como Presidente de dicho Colegio hasta 1998. En la comunidad de La Plata estuvo a cargo de varias intervenciones institucionales: Servicio de Terapia Intensiva del Hospital de Niños “Sor Ludovica” (2005), en la Residencia de Clínica Médica del Hospital de Clínicas José de San Martín (2008) y Equipos Interdisciplinarios de las Comisarías de la Mujer del Ministerio de Justicia y Seguridad de la Provincia de Buenos Aires (2011-2012). Hasta su fallecimiento, el 25 de agosto de 2019, se desempeñó como Secretaria de Salud de la Presidencia de la UNLP. En ese momento dirigía también una beca posdoctoral del CONICET en el área de salud mental.
Junto a Emiliano Duering se desempeñó como coordinadora en el Consejo Latinoamericano de Ciencias Sociales (CLACSO) del grupo de Trabajo sobre Violencias y Subjetividad, que nucleó 20 investigadores del área, de diversos países. En el 8.o Congreso internacional de CLACSO de 2018, celebrado en la Facultad de Ciencias Sociales de la Universidad de Buenos Aires, participó como moderadora y panelista de la sesión sobre Mujeres: violencias, colonialismos y derechos junto a otras reconocidas referentes: Dora Barrancos, Rita Segato y Ana María Fernández.

## Actividad en investigación
Desempeñó el rol de Docente Investigadora y lideró un proyecto acreditado desde 2018 hasta 2022, centrado en el Ejercicio de Derechos y Producción de Subjetividad. Además, colaboró como evaluadora de proyectos de investigación en la Secretaría de Ciencia y Técnica de la Universidad de Buenos Aires, en la UNLP y en otras universidades nacionales. Participó activamente como evaluadora de becarios y subsidios de viajes en la UNLP y formó parte del Registro de Evaluadores de CONEAU. Desde 2012, ha jugado un papel fundamental en la formación de recursos humanos, supervisando tesis doctorales y de maestrías, así como proyectos de investigación de becarios, estudiantes y graduados de la UNLP.

## Obras
Fue autora de varios artículos, capítulos de libros, contribuciones en revistas y  Coordinadora del libro “Psicología Institucional” de la editorial Edulp, publicado en 2014 y en 2017 fue aceptado para su publicación el segundo tomo, “Psicología Institucional 2”.

## Distinciones
En 2015 recibió el premio a la “Labor Científica, Tecnológica y Artística” que otorga la UNLP.
En 2020, la Federación de Entidades de Profesionales Universitarios de la Provincia de Buenos Aires (FEPUBA) le otorgó el Premio a la Trayectoria Institucional.

## Homenajes
La Facultad de Psicología de La Plata colocó una placa y una palmera en su homenaje:
«En memoria de nuestra Decana Fundadora Edith Alba Pérez por el cariño y el respeto expresado al Claustro».
En 2020, la Cátedra libre de Musicoterapia de la Universidad Nacional de La Plata publicó el libro Musicoterapia en la provincia de Buenos Aires. Oportunidades y desafíos para su inclusión en la agenda pública, dedicado a Edith Pérez.